# Szjapan Falkouski
Szjapan Mikalajewitsch Falkouski (belarussisch Сцяпан Мікалаевіч Фалькоўскі, russisch Степан Николаевич Фальковский Stepan Nikolajewitsch Falkowski; * 18. Dezember 1996 in Minsk) ist ein belarussischer Eishockeyspieler, der seit Dezember 2024 bei Ak Bars Kasan aus der Kontinentalen Hockey-Liga unter Vertrag steht und dort auf der Position des Verteidigers spielt.

## Karriere

### National
Szjapan Falkouski begann seine Karriere als Eishockeyspieler beim HK Junost Minsk in seiner Geburtsstadt. Dort wurde der Verteidiger sowohl in  der russischen Juniorenliga Molodjoschnaja Chokkeinaja Liga, als auch bei Junior Minsk, der zweiten Mannschaft des Klubs, in der Wysschaja Liga, der zweithöchsten belarussischen Spielklasse eingesetzt. Bereits 2013 war er vom belarussischen Spitzenklub HK Dinamo Minsk im Rahmen des KHL Junior Drafts in Runde fünf als insgesamt 148. Spieler ausgewählt worden, blieb aber bei Junost. Erst als er 2015 beim CHL Import Draft von den Ottawa 67’s in der ersten Runde an Position 42 gezogen worden war, wechselte er den Verein und ging in die Ontario Hockey League nach Kanada. Ein Jahr später wurde er beim NHL Entry Draft 2016 von den Calgary Flames in der siebten Runde an Gesamtposition 186 gezogen, spielte jedoch nie für das Team aus Alberta.
Nach einem Jahr in Ottawa wechselte er 2016 in die ECHL. Dort spielte er – abgesehen von einem Jahr bei Ontario Reign und weiteren fünf Spielen für Iowa Wild jeweils in der American Hockey League – bis 2020. In seiner Zeit  bei Adirondack Thunder wurde er 2017 für das ECHL All-Star Game nominiert. Nachdem er im Spieljahr 2020/21 eine Saison für seinen Draftverein HK Dinamo Minsk in der Kontinentalen Hockey-Liga gespielt hatte, mit dem er 2021 den belarussischen Eishockeypokal gewann, wechselte er zum Ligakonkurrenten SKA Sankt Petersburg. Dort war der Verteidiger bis Ende Dezember 2024 aktiv, ehe er zum Ligakonkurrenten Ak Bars Kasan transferiert wurde.

### International
Für Belarus nahm Falkouski im Juniorenbereich zunächst an der U18-Weltmeisterschaft 2014 in der Division I teil. Anschließend spielte er bei den U20-Junioren-Weltmeisterschaften 2015 ebenfalls in der Division I und 2016 in der Top-Division.
Im Seniorenbereich stand er erstmals im Aufgebot seines Landes bei der Eishockey-Weltmeisterschaft 2018 in der Top-Division. Dort spielte er auch bei der Weltmeisterschaft 2021.

## Erfolge und Auszeichnungen
- 2015 Aufstieg in die Top-Division bei der U20-Weltmeisterschaft der Division I, Gruppe A
- 2017 Teilnahme am ECHL All-Star Game
- 2021 Belarussischer Pokalsieger mit dem HK Dinamo Minsk